# 田锡唐
田锡唐（1927年4月—2007年），男，汉族，浙江杭州人，中国焊接专家，曾任哈尔滨工业大学教授、博士生导师。